# Ga Ilgwang
Ga Ilgwang (tiếng Hàn: 일광역; Hanja: 日光驛) là ga đường sắt trên Tuyến Donghae ở Ilgwang-myeon, Gijang, Busan, Hàn Quốc.